# Idaea craspedota
Idaea craspedota là một loài bướm đêm trong họ Geometridae.